# 1977 في مصر
فيما يلي قوائم الأحداث التي وقعت خلال عام 1977 في مصر.

## سياسة

### تعيين في المنصب
- 28 أبريل – محمد حافظ إسماعيل سفير مصر لدى فرنسا.

## أفلام
من الأفلام التي صدرت هذه السنة في مصر:
- 1 يناير – 13 كدبة وكدبة
- 1 يناير – أفواه وأرانب من إخراج هنري بركات.
- 1 يناير – حرامي الحب
- 1 يناير – سونيا والمجنون من إخراج حسام الدين مصطفى.
- 1 يناير – طائر الليل الحزين من إخراج يحيى العلمي.
- 1 يناير – همسات الليل من إخراج حسين حلمي المهندس.
- 12 سبتمبر – الأزواج الشياطين
- 20 نوفمبر – مع حبي وأشواقي من إخراج هنري بركات.

## كتب
من الكتب التي صدرت هذه السنة في مصر:
- 1 يناير – ملحمة الحرافيش من تأليف نجيب محفوظ.

## مواليد

### يناير
- 1 يناير – مروان حامد مخرج أفلام مصري.
- 2 يناير – محمد حليم لاعب كرة قدم مصري.
- 11 يناير – جيروم كرفييل

### فبراير
- 4 فبراير – زينة ممثلة مصرية.
- 6 فبراير – محمد عبد المنصف لاعب كرة قدم مصري.
- 14 فبراير – عبد اللطيف الدوماني لاعب كرة قدم مصري.

### أبريل
- 25 أبريل – أحمد برادة لاعب اسكواش مصري.

### يونيو
- 13 يونيو – تميم البرغوثي شاعر فلسطيني.
- 20 يونيو – عصام محمود لاعب كرة قدم مصري.

### يوليو
- 14 يوليو – حسام الحملاوي

### أغسطس
- 8 أغسطس – علي الهلباوي مطرب مصري.
- 16 أغسطس – تامر حسني مطرب وملحن وممثل مصري.
- 28 أغسطس – سيف داود لاعب كرة قدم مصري.

### أكتوبر
- 7 أكتوبر – مقتل مروة الشربيني
- 14 أكتوبر – رانيا علواني سبّاحة مصرية.
- 27 أكتوبر – سيد عبد الحفيظ لاعب كرة قدم مصري.

### نوفمبر
- 11 نوفمبر – وليد صلاح عبد اللطيف لاعب كرة قدم مصري.

## وفيات

### فبراير
- 9 فبراير – علياء ملكة الأردن (مواليد 1948) ملكة أردنية، عقيلة الملك الحسين بن طلال.

### مارس
- 30 مارس – عبد الحليم حافظ (مواليد 1929) ممثل ومغني مصري.

### يونيو
- 8 يونيو – إبراهيم أنيس (مواليد 1906) لغوي مصري.

### أكتوبر
- 11 أكتوبر – السيد نصير (مواليد 1905) ربّاع مصري.